# Vadu Sorești
Vadu Sorești – wieś w Rumunii, w okręgu Buzău, w gminie Zărnești. W 2011 roku liczyła 1426 mieszkańców.